# Oscar Behogne
Oscar Olivier Ghislain Behogne (* 2. Februar 1900 in Charleroi-Couillet, Hennegau, Belgien; † 13. Dezember 1970 in Nalinnes, Hennegau) war ein belgischer Politiker der Parti Social Chrétien (PSC)-Christlich Soziale Partei (CSP).

## Biografie
Behogne war nach der Schulausbildung als Metallarbeiter und Bergmann tätig und war später Assistent sowie Lehrer an einer Sozialen Hochschule. Darüber hinaus engagierte er sich im Allgemeinen Christlichen Gewerkschaftsverband (ACV) und war von 1946 bis 1948 dessen Nationalsekretär.
Seine politische Laufbahn begann er als Mitglied des Gemeinderates sowie als Bürgermeister von Nalinnes. Außerdem war Mitglied der Abgeordnetenkammer und vertrat dort die Interessen der Parti Social Chrétien (PSC)-Christlich Soziale Partei (CSP).
Im März 1947 wurde er von Premierminister Paul-Henri Spaak als Minister für öffentliche Arbeiten erstmals in eine Regierung berufen und gehörte dieser bis August 1949 an. Im Anschluss war er in den Kabinetten der Premierminister Gaston Eyskens und Jean Duvieusart bis August 1950 Minister für Arbeit und soziale Vorsorge.
Zwischen August 1950 und April 1954 war er während der Amtszeiten der Premierminister Joseph Pholien sowie Jean Van Houtte wieder Minister für öffentliche Arbeiten.
Zuletzt war Behogne von Juni 1958 bis 1960 Arbeitsminister in der zweiten Regierung Eyskens.
Für seine politischen Verdienste wurde er am 12. Juli 1966 mit dem Ehrentitel eines Staatsministers ausgezeichnet.
| Personendaten    | Personendaten                         |
| ---------------- | ------------------------------------- |
| NAME             | Behogne, Oscar                        |
| ALTERNATIVNAMEN  | Behogne, Oscar Olivier Ghislain       |
| KURZBESCHREIBUNG | belgischer Politiker                  |
| GEBURTSDATUM     | 2. Februar 1900                       |
| GEBURTSORT       | Charleroi-Couillet, Hennegau, Belgien |
| STERBEDATUM      | 13. Dezember 1970                     |
| STERBEORT        | Nalinnes, Hennegau                    |